# Thomas Gibson

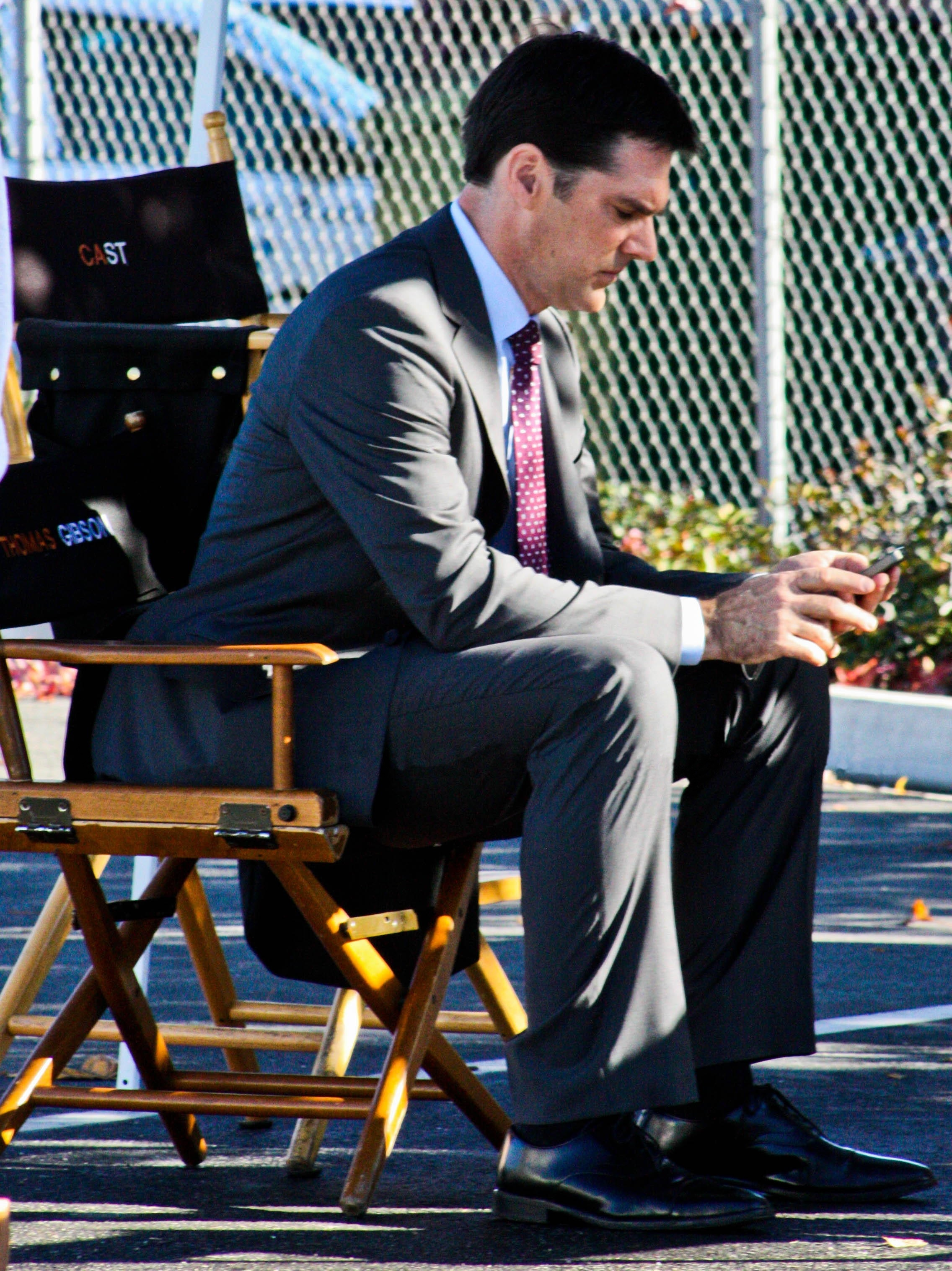
Thomas Gibson (2010)

Thomas Ellis Gibson (* 3. Juli 1962 in Charleston, South Carolina) ist ein US-amerikanischer Schauspieler und Regisseur. Bekanntheit in Deutschland erlangte er vor allem durch seine langjährigen Hauptrollen in Chicago Hope – Endstation Hoffnung, Dharma & Greg und Criminal Minds.

## Leben
Thomas Gibson trat zum ersten Mal im Alter von zehn Jahren in einem Theater auf. Er studierte am College of Charleston, in dieser Zeit nahm er am Alabama Shakespeare Festival teil. Später absolvierte er die renommierte Juilliard School. Im Jahr 1985 debütierte er am Theater im Stück A map of the world von David Hare.
Ende der 1980er Jahre trat Gibson in einigen Fernsehserien wie Springfield Story auf. Seine erste Rolle in einem Kinofilm spielte er neben Tom Cruise und Nicole Kidman in In einem fernen Land (1992). Es folgten die Hauptrolle in dem kanadischen Beziehungsfilm    Liebe und andere Grausamkeiten (1993) und eine Nebenrolle in Martin Scorseses Literaturverfilmung Zeit der Unschuld (1993) nach dem gleichnamigen Roman von Edith Wharton.
Von 1994 bis 1997 trat er in der Fernsehserie Chicago Hope als Dr. Danny Nyland auf und war für diese Rolle 1997 für einen Screen Actors Guild Award nominiert. In der Sitcom Dharma & Greg spielte er von 1997 bis 2002 die Rolle des Greg, für die er 1999 und 2000 für einen Golden Globe Award nominiert war. Im Jahr 1998 war er für einen Viewers for Quality Television Award nominiert und 2000 für einen Golden Satellite Award.
Im Jahr 2000 folgten für Gibson eine Hauptrolle in der Komödie Psycho Beach Party und eine größere Nebenrolle in der Komödie Die Flintstones in Viva Rock Vegas, in der er neben Stephen Baldwin und Joan Collins auftrat. Im Fernsehfilm Monkey King – Ein Krieger zwischen den Welten (2001) spielte Gibson die Titelrolle. Seit 2005 war er in der Fernsehserie Criminal Minds als Special Agent Aaron Hotchner zu sehen, im August 2016 wurde sein Vertrag mit sofortiger Wirkung beendet, nachdem er am Set bei einer Auseinandersetzung dem Produzenten und Drehbuchautor Virgil Williams gegen das Schienbein getreten hatte. Seine Figur wurde aus der Serie geschrieben.
Gibson war von 1993 bis 2014 mit der Schauspielerin Christine Gibson verheiratet. Er hat drei Kinder.

## Filmografie (Auswahl)
Als Schauspieler
- 1986: Ein Engel auf Erden (Highway to Heaven; Folge 2x44)
- 1992: In einem fernen Land (Far and Away)
- 1993: Stadtgeschichten (Tales of the City, Mini-Serie, 6 Folgen)
- 1993: Liebe und andere Grausamkeiten (Love & Human Remains)
- 1993: Zeit der Unschuld (The Age of Innocence)
- 1994: Men of War
- 1994: Barcelona
- 1994–1997: Chicago Hope – Endstation Hoffnung (Chicago Hope, Fernsehserie, 70 Folgen)
- 1996: Nachts kam die Angst (Night Visitors)
- 1997: Das Geheimnis der Lady Adelon (The Inheritance)
- 1997–2002: Dharma & Greg (Fernsehserie, 119 Folgen)
- 1999: Eyes Wide Shut
- 2000: Psycho Beach Party
- 2000: Die Flintstones in Viva Rock Vegas (The Flintstones in Viva Rock Vegas)
- 2000: Stardom
- 2001: Jack the Dog
- 2001: Monkey King – Ein Krieger zwischen den Welten (The Lost Empire)
- 2002: Virginias großes Rennen (Virginia’s Run)
- 2003: Manhood
- 2003: Evil Never Dies
- 2004: Category 6 – Der Tag des Tornado (Category 6: Day of Destruction)
- 2004: Familie auf Umwegen (Raising Waylon)
- 2005: Come Away Home
- 2005: The River King
- 2005–2016: Criminal Minds (Fernsehserie, 256 Folgen)
- 2011: Two and a Half Men (Fernsehserie, Folge 9x01)
- 2014: Son of Batman (Synchronstimme von Deathstroke)
- 2015: Hot in Cleveland (Fernsehserie, Folge 6x23)
- 2017: Axis (Stimme)
- 2019: Shadow Wolves

Als Regisseur
- 2001: Dharma & Greg (Folgen: 4x20, 5x11)
- 2013–2016: Criminal Minds (6 Folgen)